# ۵۹۱ (میلادی)
۵۹۱ (میلادی) پانصد و نود و یکمین سال تقویم میلادی است.

## درگذشتگان
‎